# Funzione di controllo
La funzione di controllo è una delle funzioni affidate, in genere da una Costituzione, all'organo legislativo di un paese. Essa prevede una supervisione delle azioni e degli atti emanati dall'esecutivo di riferimento, tramite l'impiego di più strumenti a disposizione dello stesso organo parlamentare, variabili in base alla forma di governo.
In Italia la carta costituzionale la affida al Parlamento italiano, rendendola, oltre alla funzione legislativa e alla funzione di indirizzo, un'altra prerogativa parlamentare nei confronti dell'operato del governo: tale funzione è concretizzata, nello specifico, attraverso gli strumenti dell'interrogazione, dell'interpellanze e delle mozioni.

## Interrogazione
Le interrogazioni sono dei quesiti, su una determinata questione, che vengono presentati, in forma scritta, al potere esecutivo o ad un suo ministro. La risposta verrà fornita oralmente durante una seduta parlamentare, prevista ad hoc, denominata question time.

## Interpellanze
In questo caso il quesito è presentato da un membro del parlamento nei confronti del governo per avere informazioni, in genere in modo più dettagliato rispetto all'interrogazione, in relazione ad un atto del Governo o per conoscere l'orientamento politico su un fatto.

## Mozioni
Tale atto può essere adottato o dal presidente di un gruppo parlamentare o da un minimo di dieci deputati oppure da otto senatori ed è finalizzato a creare un dibattito attorno ad una questione. Può terminare con l'adozione di una risoluzione: questa è un atto parlamentare che vincola il governo ad adottare una precisa linea politica.
Tra le mozioni maggiormente rilevanti vi sono le mozioni di sfiducia e di fiducia.

## Inchieste
Il parlamento può creare delle commissioni d'inchiesta al fine di appurare determinate questioni e verificare se vi siano responsabilità.

## Funzione di controllo nella manovra di bilancio
Tra queste ritroviamo la funzione di controllo nella manovra di bilancio, attraverso la legge di approvazione di bilancio.
La manovra di bilancio si ricostruisce principalmente in 4 parti:
- documento di programmazione economico finanziaria: Documento che deve essere presentato entro il 30 giugno al parlamento in cui il governo informa le principali caratteristiche del successivo bilancio annuale che dovrà essere approvato entro il 31/12.

Questo documento verrà esaminato dalle commissioni competenti della materia riunite entro un mese.
- legge finanziaria: Secondo l'articolo 81 comma 3 della costituzione "Con la legge di approvazione di bilancio non si possono stabilire nuovi tributi e nuove spese" si delinea che il bilancio annuale sia una forma solo quantitativa dell'esercizio. Difatti la legge finanziaria è la vera legge che applica i nuovi tributi e le nuove spese da sostenerenell'anno successivo, questa legge genericamente molto discussa, viene appunto varata prima di quella di approvazione del bilancio annuale.
- Bilancio annuale: è un documento contabile in cui si ritrova il contenuto di  tutti i tributi e le spese che lo stato intende sostenere nell'anno successivo. Questo corrisponde quindi a un bilancio preventivo in cui tutti i ministri hanno contribuito a sottoscrivere tutte le spese e le entrate.

L'iter per la creazione del bilancio è:
- studio dei vari settori da parte del ministro del bilancio insieme al ministro  del tesoro: momento in cui i ministri prima citati sommano le varie spese richieste dai ministri degli altri settori (ambiente, interno, giustizia...)
- discussione e delibera da parte del governo in sede collegiale (consiglio dei ministri)
- Discussione delibera e votazione in parlamento.

Al parlamento inoltre viene riportato un rendiconto annuale, nonché un bilancio successivo in cui vengono elencate tutte le spese e le entrate dello stato.
Sempre nell'art 81 ritroviamo che nel caso la legge non venisse approvata entro 31/12 c'è la possibilità di applicare un bilancio provvisorio ma solo per i 4 mesi successivi al 31/12, questo accade quando l'intervento del governo potrebbe provocare gravi scompensi al paese, oppure quando la maggioranza parlamentare che ha dato la fiducia viene meno.

## Riferimenti normativi
- Costituzione della Repubblica Italiana